# كريس والدن
كريس والدن (بالألمانية: Chris Walden)‏ هو عازف جاز وملحن ألماني، ولد في 10 أكتوبر 1966 في هامبورغ في ألمانيا.

## وصلات خارجية
- كريس والدن على موقع IMDb (الإنجليزية)
- كريس والدن على موقع ألو سيني (الفرنسية)
- كريس والدن على موقع ميوزك برينز (الإنجليزية)
- كريس والدن على موقع أول موفي (الإنجليزية)
- كريس والدن على موقع قاعدة بيانات الأفلام السويدية (السويدية)
- كريس والدن على موقع ديسكوغز (الإنجليزية)
- كريس والدن على موقع قاعدة بيانات الفيلم (الإنجليزية)
- كريس والدن على موقع كينوبويسك (الروسية)